# Élections législatives seychelloises de 2011
Les élections législatives seychelloises de 2011 ont lieu du 29 septembre au 1er octobre 2011 de manière anticipées, afin de renouveler les 34 membres de l'Assemblée nationale des Seychelles. Il s'agit des cinquième élections législatives à se tenir depuis le retour de la démocratie dans la pays avec la promulgation de la Constitution de 1993.
Boycottées par les principaux partis d'opposition, elles sont remportées par le Parti Lepep, au pouvoir depuis 1977.

## Contexte
Ces élections sont les premières depuis la crise économique de 2008. Précédemment l'économie seychelloise est caractérisée par un contrôle des prix et des échanges par l'étranger avec un rôle important d'entreprises para-étatiques. Entamant leur crédibilité en ne payant pas leur intérêt, le gouvernement perd toute crédibilité sur les marchés et doit engager des réformes économiques d'austérités. Ces circonstances économiques poussent le gouvernement formé par le Parti Lepep à aller vers un plus grand libéralisme économique.

## Système électoral
L'Assemblée nationale est le parlement monocaméral des Seychelles, il est composé de 34 sièges pourvus pour cinq ans selon un mode de scrutin parallèle.
Sont ainsi à pourvoir 26 sièges au scrutin uninominal majoritaire à un tour dans autant de circonscriptions électorales, auxquels se rajoutent jusqu'à 9 sièges pourvus au scrutin proportionnel plurinominal dans une unique circonscription nationale, chaque parti obtenant un siège par tranche de 10 % des votes valides obtenus.

## Résultats

Carte des résultats des élections.

|                           |                                        |        |       |        |        |        |               |  |  |  |  |  |  |  |
| Parti                     | Parti                                  | Votes  | %     | Sièges | Sièges | Sièges | Sièges        |  |  |  |  |  |  |  |
| Parti                     | Parti                                  | Votes  | %     | UM1    | SPP    | Total  | +/–           |  |  |  |  |  |  |  |
|                           | Parti Lepep                            | 31 123 | 88,56 | 25     | 8      | 33     | 10            |  |  |  |  |  |  |  |
|                           | Mouvement démocratique populaire (PDM) | 3 828  | 10,89 | 0      | 1      | 1      | Nv            |  |  |  |  |  |  |  |
|                           | Indépendants                           | 194    | 0,55  | 0      | 0      | 0      | en stagnation |  |  |  |  |  |  |  |
|                           |                                        |        |       |        |        |        |               |  |  |  |  |  |  |  |
| Suffrages exprimés        | Suffrages exprimés                     | 35 145 | 68,12 |        |        |        |               |  |  |  |  |  |  |  |
| Votes blancs et invalides | Votes blancs et invalides              | 16 447 | 31,88 |        |        |        |               |  |  |  |  |  |  |  |
| Total                     | Total                                  | 51 592 | 100   | 25     | 9      | 34     | en stagnation |  |  |  |  |  |  |  |
| Abstentions               | Abstentions                            | 17 888 | 25,75 |        |        |        |               |  |  |  |  |  |  |  |
| Inscrits / participation  | Inscrits / participation               | 69 480 | 74,25 |        |        |        |               |  |  |  |  |  |  |  |